# Adolfo Mexiac
Adolfo Mejía Calderón, conocido comoAdolfo Mexiac (Cuto de la Esperanza, Michoacán; 7 de agosto de 1927 - Cuernavaca, Morelos, 13 de octubre de 2019), fue un grabador, pintor y muralista mexicano que formó parte del Taller de Gráfica Popular.

## Biografía

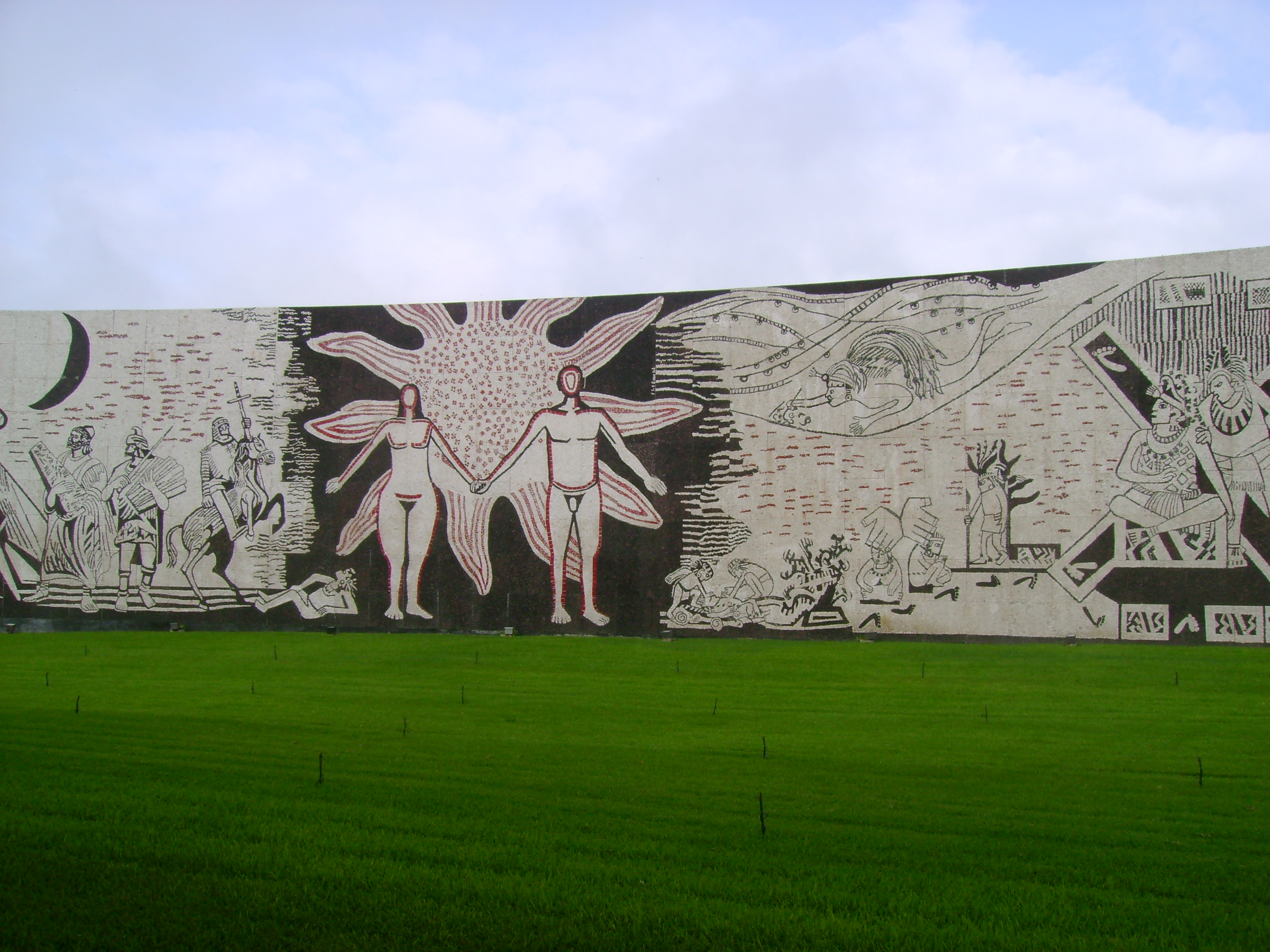
Mural de Adolfo Mexiac en la Universidad de Colima.

De 1944 a 1946 estudió pintura en la Escuela de Bellas Artes de Morelia, Michoacán. En 1947 se inscribió en la entonces Escuela Nacional de Bellas Artes, Antigua Academia de San Carlos, en la Ciudad de México. Mexiac también estudió en la Academia de Arte, en La Esmeralda y en la Escuela de las Artes del Libro. Sus maestros fueron José Chávez Morado, Leopoldo Méndez y Pablo O'Higgins. Fue miembro del Taller de Gráfica Popular de 1950 a 1960.
Ejerció una gran influencia sobre otros movimientos artísticos, por ejemplo, en el Movimiento Espartaco de Argentina. El Museo del Dibujo y la Ilustración de Buenos Aires atesora una importante colección de los trabajos de estos artistas, algunos de los cuales fueron expuestos en la muestra "Resistencia y Rebeldía", realizada en 2008 en el Centro de la Cooperación.
Mexiac fue profesor de arte y signos gráficos en la ENAP. De 1953 a 1954 se celebró una convención en Chiapas, donde fue responsable de los dibujos para el Instituto Nacional Indigenista (Instituto Nacional de Población, INI). En Chiapas tuvo su primera exposición individual. Mexiac creó diversos dibujos para periódicos y los libros de texto. 
De 1958 a 1978 participó en numerosas Bienales, incluidas las de Yugoslavia, Chile, Cuba e Italia. En 1957, 1958 y 1969 ganó el primer premio en el Salón de gráfica México, el primer premio en el Festival Mundial de la Juventud y los Estudiantes en Viena y en 1964 obtuvo el primer lugar otorgado por la Casa de las Américas en Cuba.

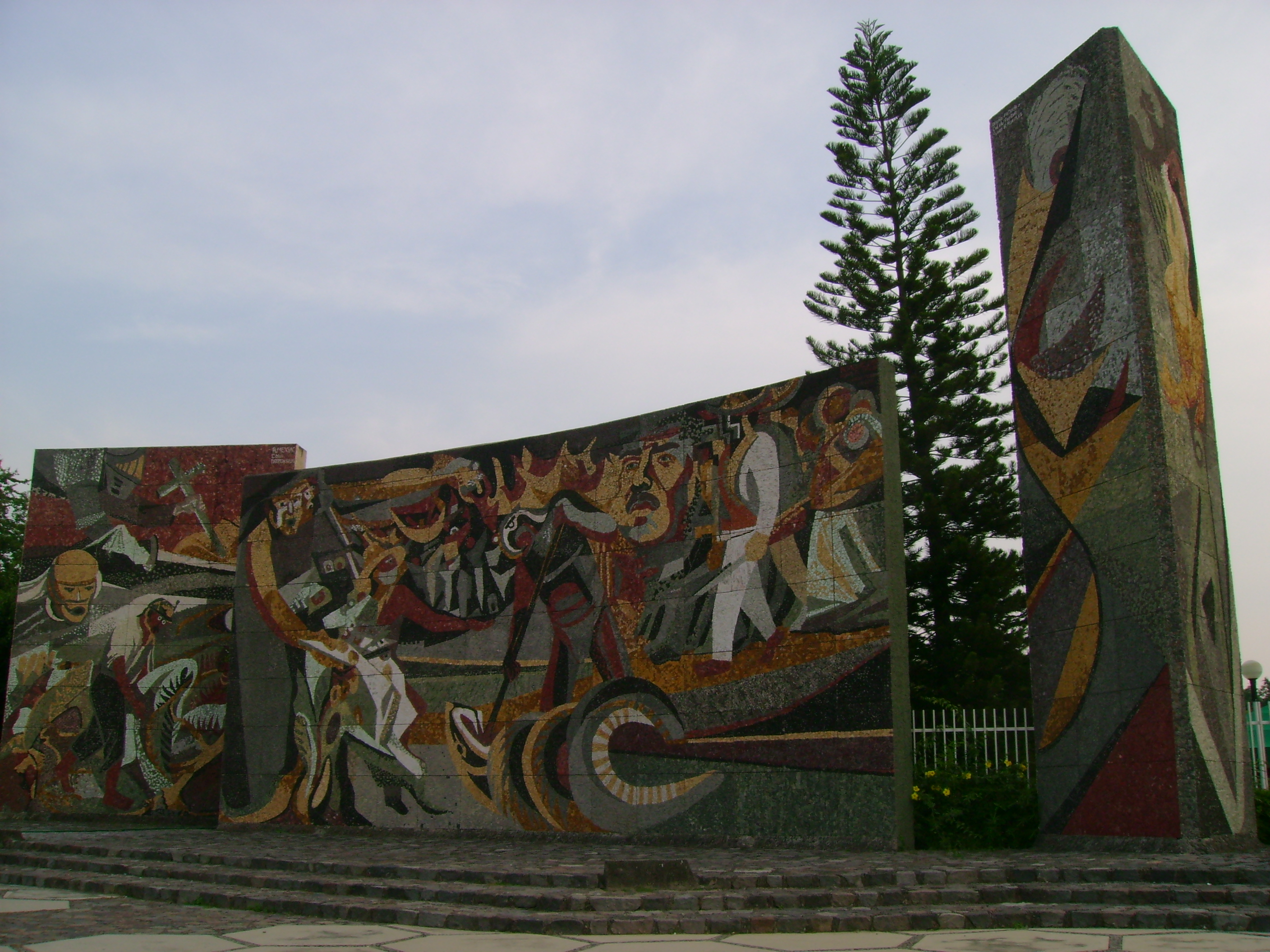
Mural de Adolfo Mexiac en la Universidad de Colima.

Su obra (mural) más famosa fue terminada en 1981, ubicada en el Palacio Legislativo en la Ciudad de México. Este mural se repitió en 1991, a causa de un incendio en el Palacio Legislativo. Esta segunda ocasión realizó una nueva versión colectiva en el cual participaron y grabaron los artistas Gustavo Bermúdez, Patricia Salas, Angélica Carrasco Acevedo, Arturo L. León C., Raúl Méndez C., Tzunun Mexiac C., Juan José Ramírez A. y Lucila Santiago O., quienes fueron retratados por Mexiac en el fragmento de la narrativa visual que corresponde a las juventudes comunistas. El mural tiene un tamaño de 35 x 6 metros y narra la historia constitucional de México.
De 1986 a 1987 creó murales en la Universidad de Colima. Ha hecho alrededor de 80 exposiciones individuales en todo el mundo. Mexiac fue desde 1976 miembro de la Academia Mexicana de Artes. Durante su última época alternó su residencia entre la Ciudad de México y Cuernavaca. En 2008, se abrió el centro cultural MEXIAC, donde se expone su obra permanentemente en Colima, México.
Junto con la delegación política de Coyoacán publicó su último libro "La impronta de los años", que narran ochenta años de vida y sesenta de trabajo gráfico. Este libro contiene obra de cada época, e incluye el reconocido grabado "Libertad de expresión".
Mexiac murió en la ciudad de Cuernavaca, Morelos, a los 92 años.

## Literatura
- Helga Prignitz: TGP: ein Grafiker-Kollektiv in Mexiko von 1937–1977. Berlín 1981, ISBN 3-922005-12-8.
- Helga Prignitz-Poda: Taller de Gráfica Popular: Werkstatt für grafische Volkskunst: Plakate und Flugblätter zu Arbeiterbewegung und Gewerkschaften in Mexiko 1937–1986. Berlín 2002, ISBN 3-935656-10-6.